# James Dooley (Politiker)

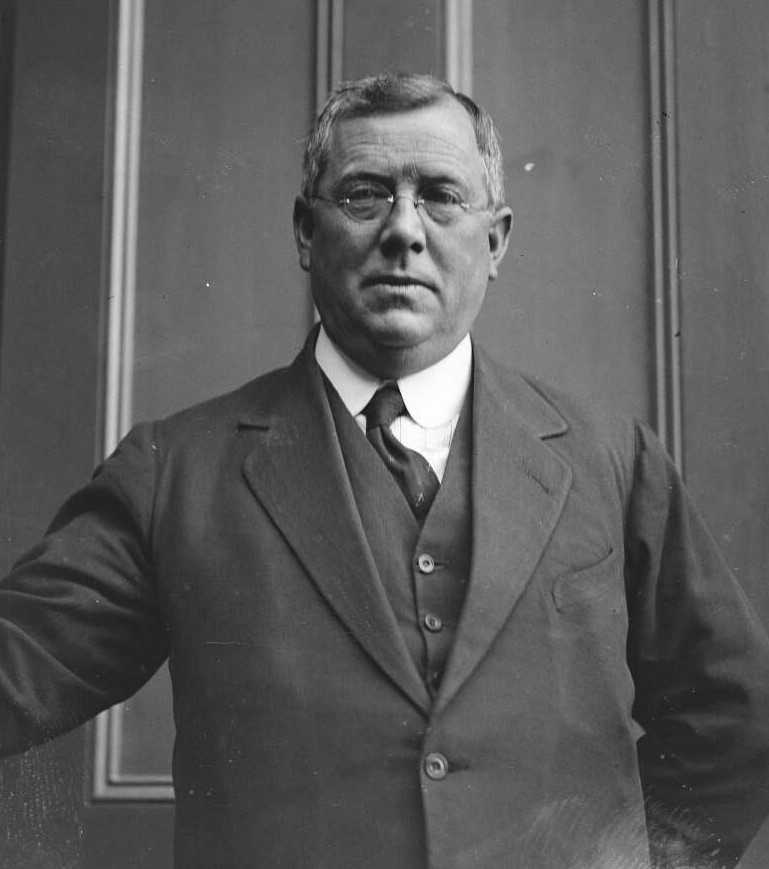
James Dooley

James Thomas Dooley (* 26. April 1877 in Carrick Crean, County Longford, Irland; † 2. Januar 1950 in Liverpool, New South Wales) war ein australischer Politiker der Australian Labor Party, der zwischen 1907 und 1927 Mitglied im Parlament von New South Wales sowie von 1921 bis 1922 mit einer siebenstündigen Unterbrechung Premier von New South Wales war. Er war ferner von 1925 bis 1927 Sprecher der Legislativversammlung.

## Leben

### Berufliche Tätigkeiten, Mitglied des Parlaments von New South Wales und Parteifunktionär

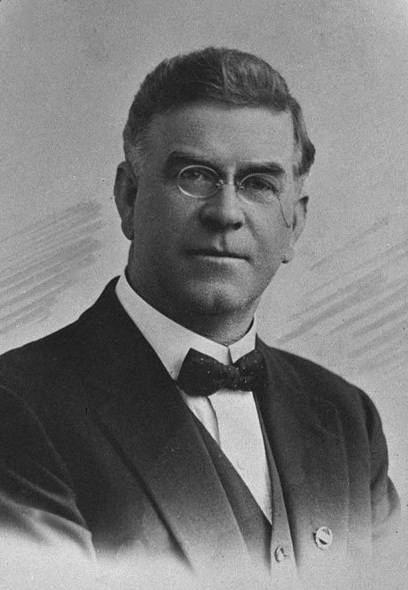
Nach dem Tode von John Storey wurde Dooley 1921 dessen Nachfolger als Premier und Vorsitzender der Labour Party.

James Thomas Dooley, Sohn des Farmers Christopher Thomas und dessen Ehefrau Elizabeth O’Connor, wanderte mit seinen Eltern von Irland 1887 nach Australien aus, wo die Familie sich in Brisbane in Queensland niederließ. Mit zwölf Jahren verließ er die Schule und arbeitete als Tuchmachergehilfe. Daneben besuchte Abendkurse an einem Technical College. 1901 zog er nach New South Wales, lebte einige Jahre im Outback in Cobar  und eröffnete 1905 in Lithgow einen Betrieb als Schneider. Er engagierte sich zu dieser Zeit im Lithgow Debating Society, trat der Australian Labor Party als Mitglied bei und wurde Vorsitzender der ALP in Lithgow. Er wurde am 10. September 1907 als damals jüngster Kandidat mit 30 Jahren erstmals Mitglied im Parlament von New South Wales. Er vertrat bis zum 18. Februar 1920 als Mitglied der Legislativversammlung (New South Wales Legislative Assembly) zunächst den Wahlkreis Hartley sowie im Anschluss zwischen dem 20. März 1920 und dem 7. September 1927 den Wahlkreis Bathurst. 1911 wurde er als Justice of the Peace auch zum Friedensrichter ernannt.
1916 wurde Dooley als stellvertretender Vorsitzender der Labour Party von New South Wales und bekleidete diese Funktion als Stellvertreter der Parteivorsitzenden Ernest Durack beziehungsweise ab 1917 von John Storey. 1919 untersuchte er die industrielle Situation in den USA. Nachdem die Labour Party aus den Wahlen vom 20. März 1920 mit 43 der 90 Sitze als stärkste Fraktion hervorgegangen war, übernahm er im Kabinett vom nunmehrigen Premier John Storey am 13. April 1920 die Posten als Kolonialsekretär (Colonial Secretary) sowie als Wohnungsbauminister (Minister for Housing) und hatte diese bis zum 10. Oktober 1921 inne. Zugleich war er während der sechsmonatigen England-Reise von Premier Storey zwischen dem 22. Januar und dem 20. Juli 1921 als Acting Premier kommissarischer Premier. In den Jahren unmittelbar nach dem Ersten Weltkrieg hatte er somit Ministerial- und Führungsverantwortung inne und spielte in einer schwierigen Zeit eine wichtige Rolle bei der Verwaltung der öffentlichen Angelegenheiten des Staates.

### Premier, Vorsitzender der Labour Party und Sprecher der Legislativversammlung

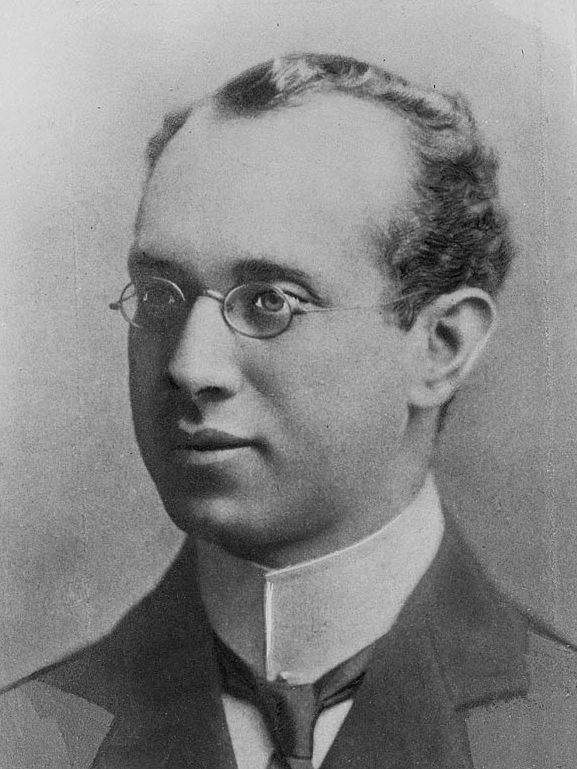
Daniel Levy war Dooleys Vorgänger und Nachfolger als Sprecher der Legislativversammlung.

Nach dem Tode von John Storey am 5. Oktober 1921 wurde er als dessen Nachfolger zunächst neuer Leader of the Australian Labor Party in New South Wales und damit Parteivorsitzender. Am 10. Oktober 1921 wurde er zudem auch neuer Premier von New South Wales und bekleidete dieses Amt mit einer nur siebenstündigen Unterbrechung bis zum 13. April 1922. Zugleich war er zwischen dem 10. Oktober 1921 und dem 13. April auch wieder Kolonialsekretär. Am 20. Dezember 1921 wurde seine Regierung gestürzt, nachdem ein Misstrauensvotum der Nationalist Party erfolgreich war und George Fuller daraufhin Premier wurde. Allerdings trat Fuller noch am 20. Dezember 1921 nach sieben Stunden „Amtszeit“ zurück, woraufhin Gouverneur Walter Edward Davidson Dooley wieder als Premier einsetzte. Aus der Wahl vom 25. März 1922 ging dann die Nationalist Party mit 42,08 Prozent (41 Sitze) hervor, während Dooleys Labour Party mit 38,37 Prozent nur noch 36 Sitze erhielt und damit sieben Mandate verlor. Daraufhin wurde Fuller am 13. April 1922 neuer Premier.

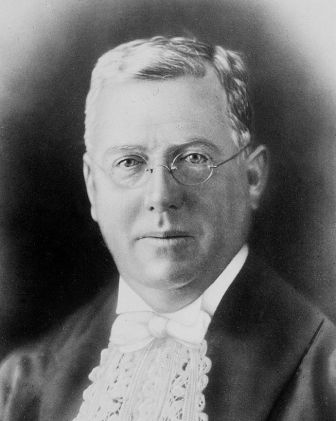
James Dooley als Sprecher der Legislativversammlung (1925)

Im März 1923 wurde James Dooley vom geschäftsführenden Parteivorstand aus der Labour Party ausgeschlossen, später im Jahr 1923 aber wieder in die Partei aufgenommen. Sein Nachfolger als Parteivorsitzender wurde daraufhin Jack Lang. Nachdem die Labour Party am 30. Mai 1925 mit 45,99 Prozent die Wahlen gewann und mit 46 der 90 Sitze in der Legislativversammlung über eine absolute Mehrheit verfügte, wurde Dooley am 24. Juni 1925 als Nachfolger von Daniel Levy neuer Sprecher der Legislativversammlung (Speaker of the Legislative Assembly) und damit Präsident der zweiten Kammer des Parlaments. Er hatte die politische Erfahrung, um sich effektiv mit offiziellen Angelegenheiten zu befassen, was er durch sein Verständnis und seine Interpretation der Geschäftsordnung tat. 1925 versuchte er zusammen mit Fred Flowers, dem Präsidenten des Legislativrates (Legislative Council), eine gewisse Autonomie gegenüber den parlamentarischen Voranschlägen zu erlangen, wurde jedoch von Premier Lang kalt empfangen. Er hatte das Amt des Sprechers bis 1927 inne, als er die Vorauswahl für den Wahlkreis Hartley verlor und folglich zur Wahl am 28. Oktober 1927 nicht antreten konnte, woraufhin am 2. November 1927 abermals Sir Daniel Levy neuer Sprecher der Legislativversammlung wurde.
Nach seinem darauf folgenden Ausscheiden aus der Legislativversammlung wurde Dooley Lizenznehmer des Hotels „Alexandra“ in Leura und für kurze Zeit ab 1930 des Lithgow Hotel in Lithgow. Bei den Wahlen am 11. Juni 1932 kandidierte er als parteiloser Kandidat für die Labour Party, erlitt jedoch eine Niederlage und zog nicht mehr in die Legislative Assembly ein. Nachdem er von 1949 bis 1950 im Liverpool District Hospital bettlägerig war, verstarb er nach langer Krankheit am 2. Januar 1950. Er war zwei Mal verheiratet. Aus seiner ersten am 21. Februar 1905 geschlossenen Ehe mit Kate Rodd Trundle gingen ein Sohn und eine Tochter hervor. In zweiter Ehe heiratete er am 16. März 1946 Irene Mary Kenny. Nach seinem Tode wurde er auf dem Botany Cemetery im heutigen Randwick City bestattet.